# Alchemilla transpolaris
Alchemilla transpolaris är en rosväxtart som beskrevs av Sergei Vasilievich Juzepczuk. Alchemilla transpolaris ingår i släktet daggkåpor, och familjen rosväxter. Inga underarter finns listade i Catalogue of Life.